# 吉林府
吉林府，清朝設置的府。
東三省總督駐奉天府。巡撫兼副都統，民政、交涉、提學、提法、度支司，勸業道駐。明，烏拉等衛。 後屬扈倫族之烏拉部。本吉林烏拉，一曰烏拉雞林，又名船廠。清初，隸寧古塔將軍。康熙十五年徙駐。 雍正五年置永吉州，隸奉天府。乾隆十二年改吉林廳，仍隸將軍。光緒八年（1882年）升府，為吉林省治， 領伊通州、敦化縣，後削。。